# Folköl och dunkadunka
Folköl och dunkadunka är en sång skriven av Sven Rubin, och ursprungligen inspelad av Svenne Rubins som B-sida till singeln Långa bollar på Bengt 1992. samt på albumet Sex män i skor från samma år.
Sången är framför allt en klagovisa över förhållandena i Sverige under det tidiga 1990-talets lågkonjunktur, men anspelar också på oron under det tidiga 1990-talets internationella miljömedvetenhet.
Melodin testades på Svensktoppen, där den låg i 19 veckor under perioden 12 september 1992-24 januari 1993 och bland annat var med om att toppa listan.
Sannex spelade in sången på albumet Jag vill leva från 2014.

### Fotnoter
1. ↑  ”Långa bollar på Bengt / Svenne Rubins”. Svensk mediedatabas. 25 februari 1992. http://smdb.kb.se/catalog/id/001475834. Läst 21 februari 2016.
2. ↑  ”Sex män i skor / Svenne Rubins”. Svensk mediedatabas. 25 februari 1992. http://smdb.kb.se/catalog/id/001478251. Läst 21 februari 2016.
3. ↑  ”Svensktoppen”. Sveriges radio. 25 februari 1992. http://sverigesradio.se/Diverse/AppData/Isidor/files/2023/3488.txt. Läst 21 februari 2016.
4. ↑  ”Svensktoppen”. Sveriges radio. 25 februari 1993. http://sverigesradio.se/Diverse/AppData/Isidor/files/2023/3489.txt. Läst 21 februari 2016.
5. ↑  ”Jag vill leva / Sannex”. Svensk mediedatabas. 25 februari 2014. http://smdb.kb.se/catalog/id/003500205. Läst 21 februari 2016.